# 魔道祖師
『魔道祖師』（まどうそし、中: 魔道祖师）は、墨香銅臭（ぼっこうどうしゅう/モーシャントンシウ）による中国の小説。およびそれを原作としたアニメ、ラジオドラマ。

## 概要
中国のオンライン小説サイト「晋江文学城」で2015年10月31日から2016年3月1日まで連載。
2016年12月8日単行本が発売。完結後、ラジオドラマ、アニメ、漫画、実写ドラマ、ゲームと様々なメディアミックスを展開。
2020年からラジオドラマ版、実写ドラマ版、アニメ版を日本で展開。2021年5月27日に原作小説の日本語版が発売。日本語版は台湾繁体字版からの翻訳となる。

## 世界観
古代中国を背景にした世界観。この世界では妖魔や邪鬼が跋扈し人々を脅かしている。それらを退治する人間が修士である。修士たちはそれぞれ違う一族に属しており、それらを「仙門百家」と呼ぶ。中でも特に優れた仙門が雲夢江氏（うんむジャンし）、姑蘇藍氏（こそランし）、蘭陵金氏（らんりょうジンし）、清河聶氏（せいがニエし）、岐山温氏（きざんウェンし）であり、世の秩序はこれら五大世家によって統治されていた。

## 設定・用語
アニメ、実写の設定、用語は原作とは一部、改変がある。
修真界
本作の舞台。古代中国において仙人となる者の世界。本作の造語ではなく中国の創作物で幅広く使われる用語。
修士（しゅうし）
修真界にいて仙術の修行をし、邪祟を退治する修行者。媒体によって名称が異なりアニメと実写では仙師という名称になる。日本語版ラジオドラマではいずれの名称も使われず修行者とだけ呼ばれている。
道士
道教の修行者。ここから鍛錬の末に道術を極めた者が仙人になる。
仙門（せんもん）
修士がより一層、知識を深め術を高めるために修行をするところ。 血筋や家柄によって分かれており、それぞれ修行の方法が違う。
世家
血族を中心に構成される仙門。地名と姓を合わせて呼ばれる。
仙府（せんぷ）
各世家の本拠地。
仙督（せんとく）
全ての仙術者の頂点に立つ人物、役職。射日の征戦の後、仙門百家を統率する目的のため金光善が創設を提案し、自身がその地位についた。
※陳情令では温若寒が仙督で、のち金光善、金光瑤、藍忘機。
宗主
各世家の長。
公子
各世家の子息。日本語版では「〇〇の若様」と訳されることが多い。
仙剣（せんけん）
修士や道士の特別な剣。剣には霊力が宿っており、主によって命名されている。剣から放つ光を剣芒（けんぼう）という。
御剣（ぎょけん）
霊力を使って仙剣に乗って飛行したり、剣にふれずに戦ったりするための術。 原作では主に剣で飛行するときの表現として使われている。
金丹（きんたん）
修士の霊力の源。長い修行を得て体内に生まれる。一度破壊されると二度と復元することはできない。
流浪屍（るろうし）、狂屍（きょうし）、屍（しかばね）、傀儡（かいらい）
怨念で動く死体。流浪屍は自然発生する動く死体。脅威度は低い。狂屍は流浪屍よりも強い。術者に操られているものも存在する。流浪屍、狂屍はラジオドラマ版でのみ使われてる用語でアニメ版では纏めて「屍」と呼ばれている。実写版では「傀儡」と呼ばれる。
夜狩（よがり/よかり）
屍、悪霊を狩る修士の生業。一つの仙門が一方的に狩り尽くすことは無礼な行為とされる。
献舎（けんしゃ）、舎身呪
悪霊、邪神に自らの肉体を捧げ現世に召喚する禁術。術者は復讐したい者の数だけ自らの肉体に傷を付ける。召喚された者は、その復讐を果たさない限り永遠に傷は消えない。魏無羨はこの禁術によって蘇った。「献舎」は原作、ラジオドラマ版、アニメ版の名称で「舎身呪」は実写版の名称
奪舎（だっしゃ）
他者の肉体を奪う術。献舎とは逆の術。
問霊（もんれい）
藍氏に伝わる魂と対話する仙術。琴の音を通して質問をし、それに対する返答も琴の音で返ってくる。
乾坤袋（けんこんぶくろ）、封悪乾坤袋 (ふうあくけんこんぶくろ)
藍氏の修士が所持する収納用の小袋。その内部は不思議な空間となっており、袋を超える大きさの物体も収納できる。由来は中国古代神話に出てくる同名の神器。
射日の征戦（しゃじつのせいせん）、射日の戦い（しゃじつのたたかい）
多くの仙門が結束し岐山温氏を討伐した戦い。中国古代神話の人物、羿と逢蒙の伝説を由来にしている。「射日の征戦」はアニメ版と実写版の名称。「射日の戦い」はラジオドラマ版の名称
鬼腕（おにうで）
莫家を襲った謎の腕。人間に憑依して襲い掛かってくる。持ち主は不明。この腕の主、腕を切り落とした者を探すことが魏無羨と藍忘機の旅の目的である。
召陰旗（しょういんき）
悪霊を招き寄せる旗。修士が夜狩の際に使用する。元々は魏無羨が発明した物だが魏無羨の死後、仙門百家に普及した。悪霊を祓うための護符に魏無羨が血で上書きし効果を逆転させたのが召陰旗の原型。
縛仙網（ばくせんもう）
仙師が夜狩で使う罠。高価な品であり蘭陵金氏が大量に所持している。
禁言術（きんげんじゅつ）
口を閉じさせ喋れないようにする仙術。姑蘇藍氏が使用。抵抗せず大人しくしていれば自然と術は解ける。
陰虎符（いんこふ）
魏無羨が草案した、死人を使役するため作られた法具。特定範囲の死人を制御することができる。仙剣と異なり主を限定しない。誰でも死人を使役できるので、脅威とされる。虎符とは古代中国の軍隊で使われた兵士を招集するための割符。
道侶（どうりょ）
修行の世界（修真界）における伴侶、夫婦。
風邪盤（ふうじゃばん）
夷陵老祖が発案した、邪悪がいる方角を指し示す法具。
悪詛痕（あくそこん）
邪な存在が自分の獲物に対してつける呪いの印。 呪いが軽ければ印をつけられた部分を奪われるだけですむが、重ければ命を失う。
千瘡百孔（せんそうひゃっこう）
呪詛の一種。初めのうちは何も感じないが、徐々に穴が大きくなり皮膚の表面が穴で覆いつくされる。 最終的には臓器が破壊され死に至る。

## あらすじ
岐山温氏による暴虐で世は大きく乱れていた。雲夢江氏、姑蘇藍氏、蘭陵金氏、清河聶氏は温氏討伐のため結託。射日の征戦と呼ばれる戦いが始まる。江家の仙師、魏無羨は鬼道の力によって大いに貢献し夷陵老祖としてその名を広めた。しかし、その強大かつ邪悪な力は次第に周囲に災厄をもたらすこととなる。仙門百家は魏無羨の討伐を決行し戦いの果て魏無羨は息絶えた。
魏無羨の死から13年後、禁術によって魏無羨は現世に蘇る。その夜、悪霊による怪事件に出くわし、再会した藍忘機と共に悪霊を鎮める。魏無羨と藍忘機は協力し真相を確かめに行く。調べていくうちに怪事件が13年前の出来事に繋がっていくのであった。

## 登場人物
固有名詞の読み仮名は日本語版原作小説に基づいて記載。
ラジオドラマ版の読み仮名はラジオドラマ版キャストを参照。
担当声優は、ラジオドラマ版 / アニメ版 / 実写ドラマ版吹替の順番に表記。括弧内は日本語吹替での配役。担当俳優は実写ドラマ版の配役。

### 主役
魏無羨（ウェイ・ウーシエン）
名 - 魏嬰（ウェイイン）字 - 無羨、号 - 夷陵老祖（いりょうろうそ）、愛称 - 阿羨（アーシエン）、羨羨（シェンシェン）
声 - 路知行（鈴木達央） / 張杰（木村良平、和多田美咲〈幼少期〉） / 路知行（木村良平）
演 - 肖戦
本作の主人公。明朗快活で自由奔放。掟に縛られることなく生きている。
幼少期に両親を失い浮浪児として過ごしていたところ、当時の江家宗主・江楓眠に養子として迎え入れられ、彼の実子、江澄・江厭離と共に江家で実の姉弟同然に育つ。
15歳になると座学を受けに雲深不知処へ留学し、藍忘機と出会う。温家との戦いを得て怨念を操る邪道の術「鬼道」を修得し夷陵老祖と呼ばれるようになった。その後、ある事件を機に仙門百家を敵に回すことになる。仙門百家の討伐により世を去るが、13年後、禁術「献舎」によって莫玄羽の肉体を得て転生し現世に帰ってくる。
当初は藍忘機から自身へ向けられている盲信的な愛情に気づかず、自分を嫌っている筈の彼が味方をする様に戸惑う所もあった。だが、やがて己の中に秘められた、藍忘機への他の誰とも違う『特別な思い』を自覚していく事となる。
座学には不真面目だが、仙師としては天才的で多彩な術を駆使し様々な法具を発明している。藍忘機曰く「雲深不知処や仙門百家の中では霊力は群を抜く」。
酒好きで銘酒「天子笑」を特に好む。幼少期に野犬に襲われた経験から犬が大の苦手。
『世家公子の風格容貌格づけ』第4位。
剣：随便（スイビェン）
江楓眠から授かった剣。「随便」とは中国語で「随意」に該当する言葉。名前が決まらず随便と呼んでいる内に、江楓眠の案で随便と命名。
陳情（チェンチン）
夷陵老祖と成った魏無羨が使う笛。死体を自在に操れる。「陳情」とは善処を請う。という意味で、実写ドラマのタイトル『陳情令』にも使われている。
藍忘機（ラン・ワンジー）
名 - 藍湛（ランジャン）、字 - 忘機、号 - 含光君（がんこうくん）
声 - 魏超、山新（幼少期）（日野聡、平出まどか〈幼少期〉） / 辺江（立花慎之介） / 辺江（立花慎之介）
演 - 王一博
本作のもう一人の主人公。藍家の第二公子。品行方正で寡黙。掟を厳しく守り抜いている。兄・曦臣と合わせて「藍氏双璧」と呼ばれる。
事件への対応は素早く「逢乱必出（ほうらんひっしゅつ。騒ぎある所に必ず現れるという意味）」と評される。
両親とは別居（後に死別）しており、幼少期から叔父である藍啓仁によって育てられた。
礼儀を弁えない魏無羨の事を当初は軽蔑していたが、共に力を合わせて苦難を乗り越えるうち徐々に絆を深め、やがては恋心を抱く様になる。しかしそれは、彼を救えなかった後悔と喪失感によって病的かつ狂気じみた恋慕と執着へ変わっていき、ただ一人その死を受け入れられず、生存を信じてずっと行方を探し続けていた。
それ故に、莫玄羽の身体で蘇った魏無羨が奏でる笛の音と曲ですぐ様正体に気づき、雲深不知処へ連れ帰った。
酒に弱く一杯で酔ってしまい、眠った後酩酊状態になるという特殊な酔い方をする。
『世家公子の風格容貌格づけ』第2位。
剣：避塵（ビチェン）

法具：忘機（ワンジー）
自身と同名の愛用の琴。武器として使う際は弦から衝撃波を放つ。

### 雲夢江氏
雲夢江氏（うんむジャンし）は五大世家の一つ（「む」は呉音であり、この地名は通常「うんぼう」と漢音読みされる）。
誠実で義理堅い家柄。制服は紫を基調とし、清心の鈴を腰に下げている。家紋は蓮の花を象った九弁蓮。本拠地は蓮花塢（れんかう）。周りを囲む大きな池に睡蓮の花が咲き乱れる神秘的な情景が特徴。
祖先は侠客であった「江遅（ジャン・チー）」。
魏無羨
詳細は当該項目を参照。

江澄（ジャン・チョン）
名 - 江澄、字 - 晩吟（ワンイン）、号 - 三毒聖手（さんどくせいしゅ）、愛称　- 阿澄（アーチョン）
声 - 彭堯（緑川光） / 郭浩然（緑川光、引坂理絵〈幼少期〉） / 王凱（緑川光）
演 - 汪卓成
雲夢江氏の長男かつ現宗主。冷徹な皮肉屋。魏無羨の義弟だったが、彼が夷陵老祖となった事で既に縁を切っている。元より才能と力量の差から魏無羨に強い劣等感を抱いており、そこへ諸々の事件による確執が重なった事で彼を深く憎んでいるが、少年時代は面倒見の良い活発な子供で、今でも僅かばかりだか情はある。
外甥である金凌の我儘にも手を焼いているが、魏無羨曰く「(犬の名付け方を含め)性格がとてもよく似ている」らしい。
莫玄羽として転生した魏無羨に対し疑惑を抱き続け、やがて正体に気付くことになる。
『世家公子の風格容貌格づけ』第5位。
剣：三毒（サンドゥ）

紫電（ズデン）
高位の宝具。普段は指輪として身に付けているが武器として使用する際は鞭に変化する。威力は使用者の意思次第で変わり、致命傷を負わせることから、軽症で済ませることも可能。奪舎した者を紫電で打つと魂を抽出できる。元の所持者は母親・虞紫鴛であったが、彼女が死ぬ前に江澄に託した。
実写ドラマでは腕輪型のデザインにアレンジされた。
江厭離（ジャン・イエンリー）
愛称 - 阿離（アーリー）
声 - 喬詩語（竹達彩奈） / 李詩萌（早見沙織） / 白雪岑（早見沙織）
演 - 宣璐
江澄の姉で、金子軒の妻。魏無羨にとっては姉弟子にあたり「師姉」と呼ばれている。優しく包容力がある女性で江氏の弟子達に広く愛されているが、容顔は平凡で才能に乏しい。
子供の頃から江澄や魏無羨と仲が良く、二人の喧嘩を諌めていた。
江楓眠（ジャン・フォンミエン）
声 - 張震（堀内賢雄） / 湯水雨（浜田賢二） / 湯水雨（浜田賢二）
演 - 陸剣民
雲夢江氏の前宗主。江澄と江厭離の父。「明知不可而為之」の家規を貫く。両親を亡くした魏無羨を実の子のように育てた。
妻の紫鴛とは夫婦仲が悪いとされているが、内心では大切に思っている。
虞紫鴛（ユー・ズーユエン）
号 - 紫蜘蛛
声 - 張凱（田中敦子） / 李冠霖（本田貴子） / 李金艷（本田貴子）
演 - 張浄桐
楓眠の妻で、江澄と江厭離の母。夫からは「三娘」と呼ばれている。眉山虞氏の生まれで気が強く、魏無羨を可愛がる楓眠への当てつけから澄へ過剰な期待を寄せ、これが後に二人の確執の遠因となる。また彼の件で夫婦仲は悪いが、内心では両者とも大切に思っている。
幼馴染の金夫人と仲が良く、江厭離と金子軒の婚約を決めた。
※三娘(さんにゃん)とは、虞紫鳶が眉山虞氏で三番目の子供であるため。
金珠（ジンジュー）
声 - 不明 / 熠彤（城内由茄子） / 不明
演 - 張静
紫鴛の侍女。虞紫鳶が実家から連れてきたうちの一人。虞紫鳶に忠誠を誓い、常に傍から離れず仕えている。
銀珠（インジュー）
声 - 不明 / 徐徐（城内由茄子） / 不明
演 - 劉瀟杉
紫鴛の侍女。金珠と共に虞紫鳶に忠誠を誓い仕えている。

### 姑蘇藍氏
姑蘇藍氏（こそランし）は五大世家の一つ。
優雅で規律を重んじる家柄。制服は白と水色を基調とし、抹額（まっこう）という鉢巻を巻いている。掟は四千条にも及び、それら全てが石壁に刻まれている。家紋は雲を象った巻雲紋（けんうんもん）。
本拠地は雲深不知処（うんしんふちしょ）。仙境の雲海を思わせる水墨画のような美しい情景が特徴。唐の詩人、賈島が作った詩の一つ、「尋隠者不遇」に出てくる一文が由来。
藍氏の始祖は「藍安（ラン・アン）」。藍安は廟で生まれ僧侶として育つ。還俗した後、伽藍から藍の字を取り姓を藍に変えた。還俗後は楽師としての道を歩み、姑蘇に立ち寄った際に「道侶（生涯、共に修行する想い人）」となる人と出会い、道侶ともに姑蘇藍氏を立ち上げその礎を築く。道侶が他界すると藍安は寺に戻り入寂した。これが影響しているかは不明だが、藍家の血を引く者は皆がみな、恋愛相手に対し盲目的な愛情と執着を抱いてしまう傾向にある。
姑蘇の一般人が話す言葉は訛りがあり、日本語版ではラジオドラマ版、アニメ版ともに京言葉として再現されている
藍忘機
詳細は当該項目を参照。

藍曦臣（ラン・シーチェン）
名 - 藍渙（ランホワン）、字 - 曦臣、号 - 沢蕪君（たくぶくん）
声 - 王凱（森川智之） / 金弦（森川智之） / 凌飛（森川智之）
演 - 劉海寛
姑蘇藍氏の現宗主。忘機の兄。弟と瓜二つの容顔を持つが、優しくて親しみやすい。
忘機の無表情の顔からその気持ちを読み取れる数少ない人物。
温氏を討伐する「射日の征戦」で名を馳せ、聶明玦、金光瑤とは義兄弟で「三尊」と呼ばれる。一方で光瑤の裏の顔には全く気づかず、忘機と無羨の忠言を受けてもなお今際まで彼を信じ庇っていた。
『世家公子の風格容貌格づけ』第1位。
剣：朔月（シュオユエ）

簫：裂氷（リエビン）
白い玉で作られた簫。
藍思追（ラン・スージュイ）
名 - 藍願（ランユエン）、字 - 思追
声 - 銭文青（小林裕介） / 陳張太康（土屋神葉） / 陳錦聞（土屋神葉）
演 - 鄭繁星
藍家の内門の弟子。優しく頼り甲斐のある人物。魏無羨に優秀だと評されるほどの才知と人徳の持ち主。
知的で温厚篤実、忘機を父の如く尊敬している。
藍景儀（ラン・ジンイー）
声 - 夏侯落楓（下野紘） / 王晨光（斉藤壮馬） / 劉康（斉藤壮馬）
演 - 郭丞
藍氏の若者。朗らかで正義感が強く真っ直ぐな性格。思追と仲が良く、一緒に行動することが多い。
藍啓仁（ラン・チーレン）
声 - 宝木中陽（新垣樽助） / 劉琮（酒巻光宏） / 張聞天（酒巻光宏）
演 - 黄子騰
曦臣と忘機の叔父。前宗主の弟。躾に厳しく、堅苦しい先生として有名。だが、それとは別に甥達の事は家族として大切に思っている。
座学時代、魏無羨の母・蔵色散人に面白半分で髭を切られた事があり、彼女そっくりな無羨を素行不良な面も加え内心ではあまり良く思っていない。
藍翼（ラン・イー）
声 - なし / なし / (甲斐田裕子)陸庚宜
演 - 李若彤
藍家唯一の女宗主。原作、アニメでは登場せず実写ドラマで初めて姿を見せる。
蘇渉（スー・ショー）
名 -蘇渉 、字 - 憫善（ミンシャン）
声 - 王晨光（市来光弘） / 孫路路（こばたけまさふみ） / 北辰（こばたけまさふみ）
演 - 馮聡
姑蘇藍氏の外門の門下生。後に独立して秣陵蘇氏の宗主となるが、実際は強引な出奔に等しい。姑蘇藍氏と同じく琴術を用いるが、技量も実力も大幅に劣る。
剣：難平（ナンピン）
青蘅君（せいこうくん）
藍家の前宗主。藍忘機と藍曦臣の父。藍啓仁の兄。宗主の座を息子達の養育共々弟に一任し、世俗とは一切関わらず引き篭っているので作中では姿を見せず、妻の死去から約10年後に亡くなった為、詳細な人物像は不明。
藍夫人はかつて自分の師を殺害した当事者だが、病的な愛情の深さから極刑を棄却し、祝言を挙げた後は雲深不知処内の離れで軟禁していた。
実写ドラマでは温氏が雲深不知処を襲撃した際、曦臣と弟子達を逃がすべく室から出て立ちはだかり、壮絶な激闘の末死亡した。
藍夫人（らんふじん）
青蘅夫人。青蘅君の妻。藍曦臣と藍忘機の母。
詳細は不明だが、かつて青蘅君の師を殺害したにも関わらず極刑を免れ、彼と祝言を挙げたとされる。
だが、結婚後も夫と一緒には暮らさず、病弱ゆえ床に伏せがちだという事にして、雲深不知処内の離れで軟禁されるような形で生活していた。雲深不知処から外に出ることは一度もなく、息子の曦臣と忘機には月に一度だけ会うことを許されていた。忘機が6歳の時に死去。

### 蘭陵金氏
蘭陵金氏（らんりょうジンし）は五大世家の一つ。
裕福で絢爛豪華な家柄。制服は金色を基調とし、直系の弟子は額に赤い印がある。家紋は牡丹を象った牡丹紋。家紋に用いられる牡丹は「金星雪浪（きんせいせつろう）」という中国に実在する品種。本拠地は金鱗台（きんりんだい）。
金光瑤（ジン・グアンヤオ）
号 - 斂芳尊（れんほうそん）、愛称 - 阿瑤（アーヤオ）
声 - 姜広濤（石田彰） / 楊天翔（石田彰） / 蘇尚卿（石田彰）
演 - 朱賛綿
蘭陵金氏の現宗主。光善の庶子。聶明玦、藍曦臣とは義兄弟で「三尊」と呼ばれる。
少年時代は冷遇されており、金麟台から追放され聶氏の弟子として過ごしていた。その時は母親の姓である「孟揺」（モン・ヤオ）を名乗っていた。聶氏の門弟達からは見下されていたが懸命な働きを聶明玦に高く評価される。その後金家に戻るが、それでも扱いの悪さは変わらなかった。「射日の征戦」では間者として温氏に潜入し、温若寒の暗殺に成功する。その功績もあって金光善に受け入れられる。その際に光善から「光」の字を授かり金光瑶に改名する。
実は本作の黒幕で、全ては自分の卑しい血筋を嘲笑う仙門百家への復讐と意趣返しが目的。その為に義兄の明玦や夷陵老祖を含めた、多くの人々を利用または犠牲にした。ただ一人、自分に優しく接してくれた曦臣だけは一途に慕っていたが、最終決戦ではそれが仇となり自滅の末路を辿った。
剣：恨生（ヘンシャン）
金凌（ジン・リン）
名 - 金凌、字 - 如蘭（ルーラン）、愛称 - 阿凌（アーリン）
声 - 李蘭陵（村瀬歩） / 蘇尚卿（梶裕貴） / 張思王之（梶裕貴）
演 - 漆培鑫
金子軒と江厭離の息子。江澄、金光瑤の甥。魏無羨にとっては義理の甥にあたる。字「如蘭」は魏無羨により名付けられた、赤子の頃彼によって両親を亡くし、叔父の光瑤から溺愛されて育てられた。一方で外叔父の江澄とは気が合わず、反発ばかりしている。
性格は少々我儘で周囲（特に同年代の景儀）からは『お嬢様』と揶揄されているが、根は勇敢。莫玄羽を痴れ者として蔑んでおり、彼の姿で転生した魏無羨に対して無礼な態度をとる。
剣：歳華（スイファ）
金子軒（ジン・ズーシュエン）
声 - 劉明月（高橋広樹） / 谷江山（赤羽根健治） / 史澤鯤（赤羽根健治）
演 - 曹煜辰
金光善の嫡男。江厭離の婚約者、のちに夫。金凌の父。当初はとても傍若無人で我儘だったが、後年は一転して愛妻家になった。
魏無羨、藍忘機、江澄、聶懐桑らとは雲深不知処留学時の同窓。
『世家公子の風格容貌格づけ』第3位。
金光善（ジン・グアンシャン）
声 - 笑談（速水奨） / 李龍濱（速水奨） / 楊黙（速水奨）
演 - 陳暁海
蘭陵金氏の前宗主。金子軒、金光瑤、莫玄羽の父。好色家だが飽きっぽく側室が何人もおり、隠し子を含め多くの子を持つ。
金子勛（ジン・ズーシュン）
声 - 趙毅 / 揚磊（堂坂晃三） / 王敏納（堂坂晃三）
演 - 姚書豪
金子軒の従兄弟。
金夫人（ジンふじん）
声 - 劉芊含 / 張凱（原島梢） / 不明（原島梢）
演 - 胡小庭
金光善の正室。金子軒の母。 幼馴染の虞紫鳶と仲が良く、江厭離と金子軒の婚約を決めた。 江厭離をとても可愛がっている。
秦愫（チン・スー）
声 - 葉知秋（大原さやか） / 銭琛（未定） / 不明（中村千絵）
演 - 金璐莹
金光瑤の妻。「射日の征戦」のさなか金光瑤に命を救われ、恋に落ちた。 父親の秦蒼業には結婚を反対されたが、自ら積極的に行動して目的を果たした。
実は秦夫人が金光善の暴行を受けた末に生まれた子で、金光瑤の異母妹。その事実をとある伝いに知ったショックで自害してしまった。
金如松（ジン・ルーソン）
声 - なし
演 - なし
金光瑤と秦愫の一人息子。幼少期に金光瑤に反発する一味の手で殺害されたとなっているが、実際は近親婚の末の不義の子である為、密かに彼によって始末されていた。
金闡（ジン・チャン）
声 - 林帽帽（葉山翔太） / 不明（未定） / 不明（不明）
金凌と同期の修士。
仙子（シエンズ）
金光瑤が与えた、金凌の愛犬である霊犬。霊犬は夜狩に使う猟犬。

### 清河聶氏
清河聶氏（せいがニエし）は五大世家の一つ。
硬派で正義感の強い家柄。制服は緑を基調とする。家紋は牛の頭を象った獣頭紋。本拠地は不浄世（ふじょうせい）。聶氏の開祖は肉売りを生業としていたため、他の仙門とは違い刀を武器にしている。聶氏宗主の愛刀には刀霊（とうれい）という怨念が宿り持ち主を祟るようになる。
持ち主を亡くした刀霊は暴走してしまう。そのため聶氏歴代宗主の刀を祭る祠、「祭刀堂」を建設。そこでは邪悪を贄に捧げて刀霊を鎮めている。
聶懐桑（ニエ・ホワイサン）
声 - 斉斯伽（松岡禎丞） / 劉三木（花江夏樹） / 紀李（花江夏樹）
演 - 紀李
清河聶氏の現宗主。気弱な性格で、剣術よりも水墨画や器楽など風流なものを好む。急死した兄に代わって宗主の地位を引き継ぐも、優秀な兄に比べて才能がなく、努力もせず向上心も無いので全く何も出来ず、藍曦臣と金光瑤に頼ってばかりである。何を聞かれても「知らない」としか答えないため一問三不知（知らぬ存ぜぬ、物知らず）と呼ばれ役立たずとして有名。
実は頭の回転が非常に早く、高い分析能力を持っている。そのため本編よりかなり前から明玦の死に光瑤が関わっていると気づいており、彼の悪事をあぶり出し兄の敵を討つべく、玄羽を唆して献舎術を教え、魏無羨 (夷陵老祖) 復活後は莫家に鬼腕をけしかけて姑蘇藍氏を介入させ、その後は明玦の残りの遺骸の行方を魏無羨と藍忘機に探らせる傍ら、金光瑤の悪事を告発する証拠等を二人や他の仙門百家の目に付く所へ態と差し向けたり、周りが魏無羨を持ち上げる様に誘発する行為を、意図的に行う形で暗躍していた事が示唆されている。
刀は所持しておらず代わりに扇子を持ち歩いているが、これは刀霊による祟りを防ぐためである。
実写ドラマでは兄の明玦とは異母兄弟ではなく、実の兄弟となっている。
聶明玦（ニエ・ミンジュエ）
号 - 赤鋒尊（せきほうそん）
声 - 图特哈蒙（津田健次郎） / 音匣老鬼（白熊寛嗣） / 趙毅（白熊寛嗣）
演 - 王翌舟
清河聶氏の前宗主。懐桑の異母兄。藍曦臣、金光瑤とは義兄弟で「三尊」と呼ばれる。懐桑とは違って剛直な性格であり、彼にも厳しく接するが、全ては兄として弟を慮った故である。父を温若寒に殺されており、温氏に強い敵意を抱いてる。
「射日の征戦」で名を馳せたが、刀霊に蝕まれ発狂して死亡したと言われる。しかしその実は、光瑤の禁曲によって精神を蝕まれた末に憤死しており、その身体は呪具として持ち去られ行方不明になっていた。そのうち懐桑の元へ自力で還ってきた片腕が、莫家の鬼腕の正体である。
刀：覇下（バーシャ）
聶宗輝（ニエ・ゾンホイ）
声 - なし / なし / 常文涛
実写ドラマのスピンオフ映画「乱魄」オリジナルキャラクター。聶氏の一番弟子にあたり、聶明玦を特に信頼し、懐桑にも気遣いを見せる。
刀霊を封じる儀式の最中、聶氏先祖の霊に取り憑かれてしまい、明玦との激闘の末正気に戻るが、その直後暴走した彼によって斬り殺された。

### 岐山温氏
岐山温氏（きざんのウェンし）は五大世家の一つ。
強欲で野心的な家柄。制服は赤と白を基調とする。実写ドラマ版では赤と黒を基調にしたデザインになっている。家紋は太陽を象った太陽紋。「太陽と共に輝き、共に寿命を全うする」という意味を持つ。本拠地は不夜天城（ふやてんじょう）。
仙門の中でも圧倒的な武力を誇る。他の仙門を次々と傘下に入れ、反発する仙門には武力による粛清が行われた。「射日の征戦」で壊滅し、戦後生き残った残党もほとんどが処刑された。現在、生き残っている温家の者はごく僅か。
温寧（ウェン・ニン）
名 - 温寧、字 - 瓊林（チョンリン）、号 - 鬼将軍（おにしょうぐん）
声 - 藤新（保志総一朗） / 邵彤（島﨑信長） / 李昕（島﨑信長）
演 - 于斌
岐山温氏の傍系の弟子。仙門百家の清談会で魏無羨と出会う。
争いごとを好まない温厚な性格。温氏の侵略行為に加担せず陰ながら魏無羨と江澄に協力する。
射日の征戦後、金氏の残党狩りに遭い殺害されるが魏無羨の邪術で屍として復活。以降、鬼将軍として仙門百家から怖れられるようになる。
なお、実写ドラマでは雲深不知処での座学に参加して、魏無羨と出会う設定になっている。
温情（ウェン・チン）
声 - 山新（斎藤千和）/ 喬詩語（川澄綾子） / 喬詩語（川澄綾子）
演 - 孟子義
温寧の姉で岐山温氏の名医。気丈で弟想いの姉。医師としての誇りを持っており戦を嫌っている。温寧と共に、魏無羨、江澄に協力。後に事実上の岐山温氏の女当主（分家の頭領）。温情曰く「ありがとう」の言葉を残し、岐山温氏と魏無羨（温寧「鬼将軍」）の責任を取って『灰』となった。
実写ドラマでは雲深不知処から座学に参加し魏無羨と出会い、その後も彼と親密な関係で登場する等大幅に出番が増えており、ヒロイン級の扱いを受けている。
温 若寒（ウェン・ルオハン）
声 - 陳思宇（乃村健次） / 厳明（三宅健太） / 劉琮（三宅健太）
演 - 修慶
岐山温氏の宗主。温旭と温晁の父。仙門百家を統括する「仙督」と呼ばれる地位にいる。
温晁（ウェン・チャオ）
声 - 郝祥海（杉山紀彰） / 梁暁強（吉野裕行） / 文靖淵（吉野裕行）
演 - 賀鵬
若寒の次男。女好きで横柄な性格。自分に歯向かう魏無羨に恥をかかされ、それ以来彼を敵視している。
温逐流（ウェン・ジューリウ）
号 - 化丹手
声 - 涂小鴉（小西克幸） / 胡亜捷（酒井敬幸） / 常文濤（酒井敬幸）
演 - 馮茗驚
本名は趙逐流（ジャオ・ジューリウ）。温若寒に助けられた恩に報いるため温性を名乗り、息子の温晁の護衛をしている。
王霊嬌（ワン・リンジャオ）
声 - 閻萌萌（伊藤静） / 邱秋（阿澄佳奈） / 邱秋（阿澄佳奈）
演 - 盧葱潔
温晁の愛人。元々は温晁の正室の侍女であった。
温旭（ウェン・シュー）
声 - 不明
演 - 汪融
温若寒の長男。「射日の征戦」で聶明玦に首をはねられ死亡。
温卯（ウェン・マオ）
声 - 不明
演 - 張彬
岐山温氏の祖先。仙門で初めて門派より血縁を重んじた者と伝えられている。実写ドラマ版にて藍翼の回想で初めて姿を見せる。
温苑（ウェン・ユエン）
声 - 不明（未定） / 銭琛（原紗友里） / 不明（原紗友里）
情と寧の甥。魏無羨と一緒に夷陵乱葬崗（いりょうらんそうこう）で難民生活を過ごしていた。藍忘機に対して何故か父親と想い込み懐いている。後にある人物の幼少期であったことが判明する。

### 義城編
義城（ぎじょう）は辺境の町。
義城の義は「義荘」（遺体を安置する場所）から来ている。義城編は原作、ラジオドラマ版では前半の話だが、アニメ版と実写版では後半の話に改変されている。
薛洋（シュエ・ヤン）
名 - 薛洋、字 - 成美（チョンメイ）
声 - 恵龍（近藤隆） / 歪歪 （内山昂輝）/ 劉三木（内山昂輝）
演 - 王皓軒
悪名高く仙門百家から敵視されている男。性格は残忍で狡猾。礫陽の仙門、常氏（ラジオドラマでは平氏）を殺戮したことで暁星塵に捕らえられるが金光善は彼を客卿として迎え入れ不問に付される。ある目的のために魏無羨の破壊した陰虎符を復元し、さらに魏無羨自身の力も借りようとしてる。幼少期に左手の小指を失っている。
剣：降災（シャンザイ）
暁星塵（シャオ・シンチェン）
号 - 清風明月（せいふうめいげつ）
声 - 陳浩（立花慎之介） / 銭文青（石川界人） / 陳張太康（石川界人）
演 - 宋継揚
世直しを志す孤高の道士。清風明月（明るき風と清き風のごとく）の肩書を持つ。抱山散人の弟子であり魏無羨の母親、蔵色散人とは同門。そのため魏無羨の兄弟子にあたる。抱山散人の下で修業していたが17歳のとき下山。
下山して初めての夜狩で名をあげ多数の仙門から声がかかったがどの仙門にも属さず独自に夜狩を続け各地を旅している。
親友の宋嵐と一緒に血縁に寄らない仙門を作ることを目指していた。
視力を失った親友を治すため掟を破り抱山散人に助けを求め、その後は盲目の道士として包帯を巻いて暮らしている。
剣：霜華（シャンホワ）
宋嵐（ソン・ラン）
名 - 宋嵐、字 - 子琛（しちん/ズーチェン）
声 - 呉磊（三木眞一郎） / 劉康（江口拓也） / 盧力峰（江口拓也）
演 - 李泊文
暁星塵の知己。傲雪凌霜（気高き雪と冷たき霜のごとく）と称される。暁星塵と共に薛洋を捕えるが、その後、報復に遭い薛洋の毒薬によって失明する。
暁星塵が自らの眼を与えたお陰で視力を取り戻す。盲目になった暁星塵を探している。
剣：拂雪（フーシュエ）
阿菁（アージン）
愛称 - 阿菁
声 - 咩咩（下屋則子） / 聶曦映（悠木碧） / 賀文瀟（悠木碧）
演 - 陳卓璇
孤児の少女。生まれつき白い瞳。竹の棒をついて歩き盲目を装って物乞いやスリをしていた。暁星塵の財布を盗むが直ぐに見抜かれ咎められる。以降、懐くようになり彼の旅に同行。

### その他
莫玄羽（モー・シュエンユー）
声 - 瞳音（中山和久） / 阿傑（木村良平） / 不明
演 - 肖戦
金光善の子（落胤）。ある理由から金家を破門される。莫家の人から虐待を受けており、金家と莫家への復讐のために献舎で自らの魂と代償に魏無羨を復活させる。男色家の噂がある。
莫子淵（モー・ズーユエン）
声 - 趙益楷（西村健志） / 李軽揚（佐々木祐介） / 不明
演 - 孫晟軒
莫家の子息。玄羽を虐げていたが、邪祟に殺された。その後死体は魏無羨に使役されることになった。
莫夫人（モーふじん）
声 - 常蓉珊（大木加絵） / 廖菁（岡本沙保里） / 不明
演 - 賈舒夷
子淵の母。玄羽の母の姉。莫家の当主。息子に甘いが、藍兄弟には辛辣。玄羽の事をよく思っておらず虐げていた。子淵の死後、自身も邪祟に殺され、死体を魏無羨に使役されることになった。
阿童（アートン）
莫家で働く使用人。莫子淵と一緒になって莫玄羽をいじめていた。アニメでは邪祟に体を乗っ取られ死亡し、その後死体は魏無羨に使役されることになった。実写ドラマでは謎の左腕に体を乗っ取られ、左手で自分の首を絞めて死亡した。
阿丁（アーディン）
莫家で働く女性の使用人。
抱山散人（ほうざんさんじん）
演 - 劉庭羽
当時の仙門界が血縁を重視したのに対し、世を離れ山に籠って修行を続けている修士。まだ生きていれば既に数百歳になる。孤児を山に連れ帰って弟子にしている。弟子が山を下りることを禁止しており、もし山を下りて下界に戻ったら二度と山には帰ってはならないという掟がある。
羅青羊（ルオ・チンヤン）
声 - 沈念如 / 徐佳琦（Lynn） / 張雨濛（Lynn）
演 - 王芸霏
無名の仙門の女弟子。通称「綿綿（ミェンミェン）」。
温晁が各仙門の弟子達を集めて教練を行った際、王霊嬌に焼き印を押されそうになったところを魏無羨に助けられる。
実写ドラマでは金氏の弟子に改変されており、侍女のように金子軒に仕え行動を共にしている。
延霊道人（えんれいどうじん）
抱山散人の弟子の中で一番最初に山を下りた道士。
蔵色散人（ぞうしきさんじん）
抱山散人の弟子。魏無羨の母。魏長沢の妻。 魏無羨が幼い頃に夫とともに夜狩りで亡くなった。
魏長沢（ウェイ・チャンゾー）
江楓眠の元家僕で魏無羨の父親。蔵色散人の夫。
巴陵歐陽氏（はりょうオウヤンし）
歐陽子真の父親が宗主を務める一族。 雲夢江氏が管轄する地域の近くに拠点を置いているので、歐陽宗主は江澄に強くは意見できない。
歐陽子真（オウヤン・ズージェン）
声 - 李軽楊（青樹鮎希） / 未定 / 不明
演 - 曹峻祥
巴陵歐陽氏の宗主の息子。非常に弁舌で魏無羨の実力を認め支持する。
易為春（イー・ウェイチュン）
中年の修士。不夜天城での大殺戮の日に脚を失い、義足になる。
姚宗主（ヤオそうしゅ）
姚氏の宗主。陳情令では平陽姚氏の宗主。
秦蒼業（チン・ツアンイエ）
楽陵秦氏の宗主。秦愫の父。金光善の腹心の部下。妻が手を出されている事には最後まで気付いていなかった。
常慈安（チャン・ツーアン）
櫟陽常氏の前宗主。 当時7歳の薛洋を騙して酷い目に合わせたことで、成長した薛洋に復讐で殺害された。ラジオドラマでは櫟陽平氏。
常萍（チャン・ピン）
櫟陽常氏の最後の宗主。
潁川王氏（エンセイワンシ）
王霊嬌の出身一族。ほぼ無名に近かかったが、王霊嬌が温晁と関係を持ったことで取り立てられた。
孟詩（モン・シィ）
金光瑤の母親。
思思（スー・スー）
顔に凄惨な傷跡がある女性。
碧草（ビー・ツァオ）
秦愫の母・秦夫人の侍女だった女性。
薛重亥（せつちょうかい/シュエ・チョンハイ）
演 - 于子寛
原作では出てこないドラマ「陳情令」のオリジナルキャラクター。五大世家の協力により殺害された。

## アニメ
中国の動画配信サイト、テンセントビデオにて配信。アニメーション制作は中国のアニメスタジオ「視美影業」
2018年7月9日にシリーズ第1期、前塵(ぜんじん)編を配信。2019年8月3日に第2期、羨雲(せんうん)編を配信。2021年8月7日からシリーズ第3期、完結編が配信。
2020年7月31日には登場人物がデフォルメされた番外編、魔道祖師Qが配信。
Youtubeのテンセントビデオ公式チャンネルでも無料配信されているが日本での放送が決定したのと同時期に視聴制限が掛かり日本からの視聴はブロックされてしまう。
各話の長さはCM抜きの状態で前塵編第一話と第二話がそれぞれ35分、第三話が27分で、それ以降が24分をメインとし、たまに25分の回がある。このため、日本でのテレビ放映版には全ての回に未放映場面が存在している(日本版ブルーレイはノーカット版を収録)。

### 日本語版
ソニー・ミュージックソリューションズとアニプレックスの共同制作。
2020年9月9日より日本語字幕版第1期、11月4日より第2期をWOWOWにて毎週2話ずつ放送。
2021年1月10日より、Amazonプライム・ビデオ、ABEMAにて配信。
2021年1月10日よりWOWOW、TOKYO MX、BS11にて日本語吹替版を放送。
2022年11月より字幕版第3期をWOWOWにて放送。
2023年1月より日本語吹替版第3期をTOKYO MX、BS11にて放送された。

### スタッフ
- 監督・美術監督 - 熊可（ション・コー）
- シリーズ構成・脚本 - 梁沙（リャン・シャー）
- キャラクター原案・デザイン - 申琳（シェン・リン）
- 音楽 - 孫玉鏡（スン・ユージン）
- アニメーション制作 - 視美（シーメイ）

- 日本語字幕版制作
  - 翻訳 - 本多由枝
  - 監修 - 時墨悠希舞

### キャスト
声優の表記は中国語版/日本語吹替版
- 魏無羨 - 阿傑（アージエ）/木村良平
- 藍忘機 - 辺江（ビエン・ジャン）/立花慎之介
- 江澄 - 郭浩然（グオ・ハオラン）/緑川光
- 江厭離 - 李詩萌（リー・シーモン）/早見沙織
- 江楓眠 - 湯水雨（タン・シュイユー）/浜田賢二
- 虞紫鴛 - 季冠霖（ジー・グワンリン）/本田貴子
- 藍曦臣 - 金弦（ジン・シエン）/森川智之
- 藍啓仁 - 劉宗（リウ・ツォン）/酒巻光宏
- 藍思追 - 陳張太康（チェンチャン・タイカン）/土屋神葉
- 藍景儀 - 王晨光（ワン・チェングアン）/斉藤壮馬
- 蘇渉 - 孫路路（スン・ルールー）/こばたけまさふみ
- 温情 - 喬詩語（チャオ・シーユー）/川澄綾子
- 温寧 - 邵彤（シャオ・トン）/島﨑信長
- 温若寒 - 厳明（イエン・ミン）/三宅健太
- 温晁 - 梁暁強（リャン・シャオチャン）/吉野裕行
- 温逐流 - 亜捷（ヤー・ジエ）/酒井敬幸
- 王霊嬌 - 邱秋（チウ・チウ）/阿澄佳奈
- 金光瑶 - 楊天翔（ヤン・ティエンシャン）/石田彰
- 金凌 - 蘇尚卿（スー・シャンチン）/梶裕貴
- 金子軒 - 谷江山（グー・ジャンシャン）/赤羽根健治
- 金光善 - 李龍濱（リウ・ロンビン）/速水奨
- 羅青羊 - 沈念如（シェン・ニエンルー）/Lynn
- 聶懐桑 - 劉三木（リウ・サンムー）/花江夏樹
- 聶明玦 - 音匣老鬼（インシアラオグイ）/白熊寛嗣

### 主題歌
オープニングテーマ
「酔夢前塵」（第1期、第2期）
作詞・作曲 - 孫玉鏡 / 編曲 - 鍾興民（ジョン・シンミン） / 歌 - 林志炫（リン・ジーシュエン）
「如許」（第3期）
作詞 - 栾傑 / 作曲 - 譚旋 / 歌 - 林志炫
「千夜想歌」（日本語吹替版 第1期）
作詞 - コヤマヒデカズ / 作曲 - コヤマヒデカズ・純市・有田清幸 / 編曲 - CIVILIAN / 歌 - CIVILIAN
「導」（日本語吹替版 第2期）
作詞 - コヤマヒデカズ / 作曲 - コヤマヒデカズ・純市・有田清幸 / 編曲 - CIVILIAN / 歌 - CIVILIAN
「Beyond」 (日本語吹替版 完結編)
作詞 - 中島美嘉 / 作曲 - 中島美嘉/Carlos K. / 編曲 - Carlos K. / 歌 - 中島美嘉

エンディングテーマ
「問琴」（第1期1～8、14、15話）
作詞 - 孫玉鏡 / 作曲 - 孫玉鏡、馮碩（フォン・シュオ） / 編曲 - 馮碩 / 歌 - 銀臨（インリン）
「不羡」（第1期9～13話）
作詞 - 苗柏楊（ミャオ・バイヤン） / 作曲 - 何亮（ホー・リャン） / 編曲 - 趙鵬（チャオ・ポン） / 歌 - S.I.N.G
「少年如故」（第2期）
作詞 - 澄一（チョン・イー） / 作曲 - 林海（リン・ハイ） / 歌 - R1SE
「無忘」（第3期）
作詞 - 我是Y、冉亦、夜小末@金蜗牛 / 作曲 - 鐘婉芸 / 編曲 - TerenceTeo / 歌 - 張靓穎
「季路」（日本語吹替版 第1期）
作詞 - aimerrhythm / 作曲 - 飛内将大 / 編曲 - 玉井健二、飛内将大、室屋光一郎 / 歌 - Aimer
「cold rain」（日本語吹替版 第2期）
作詞 - aimerrhythm / 作曲 - 三橋隆幸 / 編曲 - 玉井健二、百田留衣、室屋光一郎 / 歌 - Aimer
「愛を知っている」 (日本語吹替版 完結編)
作詞 - 橋本裕太 / 作曲 - 橋本裕太 / 編曲 - Naoki Itai (MUSIC FOR MUSIC) ￼ / 歌 - 橋本裕太

イメージソング
「酔夢前塵（日本語カバー）」
歌 - 佐伯大介
「問琴（日本語カバー）」
歌 - 霜月はるか
「不羨（日本語カバー）」
歌 - 黒石ひとみ (Hitomi)
「羨雲（日本語カバー）」
歌 - 黒石ひろみ
「少年如故（日本語カバー）」
歌 - 木村良平、立花慎之介

### 各話リスト
| 話数                   | サブタイトル 中国版/日本版 | 脚本                   | 絵コンテ               | 総演出                 | 作画監督               | 総作画監督             |
| 第1期 前塵(ぜんじん)編 | 第1期 前塵(ぜんじん)編     | 第1期 前塵(ぜんじん)編 | 第1期 前塵(ぜんじん)編 | 第1期 前塵(ぜんじん)編 | 第1期 前塵(ぜんじん)編 | 第1期 前塵(ぜんじん)編 |
| ---------------------- | -------------------------- | ---------------------- | ---------------------- | ---------------------- | ---------------------- | ---------------------- |
| 第1話                  | 誅邪（上）/禁断の召喚      | 梁莎、劉興、朱珂       | 熊可、劉理菲           | 馬晨笛                 | 胡鵬、王婷、薛冰、彭琳 | 申琳                   |
| 第2話                  | 誅邪（下）/運命の再会      | 梁莎、劉興、朱珂       | 熊可、劉理菲           | 馬晨笛                 | 胡鵬、王婷、薛冰、彭琳 | 申琳                   |
| 第3話                  | 聴学/出逢い                | 梁莎、劉興、朱珂       | 熊可、劉理菲           | 馬晨笛                 | 胡鵬、王婷、薛冰、彭琳 | 申琳                   |
| 第4話                  | 水祟/不穏な湖              | 梁莎、劉興、朱珂       | 熊可、劉理菲           | 馬晨笛                 | 胡鵬、王婷、薛冰、彭琳 | 申琳                   |
| 第5話                  | 外道/邪の道                | 梁莎、劉興、朱珂       | 熊可、劉理菲           | 馬晨笛                 | 胡鵬、王婷、薛冰、彭琳 | 申琳                   |
| 第6話                  | 帰家/帰着                  | 梁莎、劉興、朱珂       | 熊可、劉理菲           | 馬晨笛                 | 胡鵬、王婷、薛冰、彭琳 | 申琳                   |
| 第7話                  | 魁首/清談会の競い          | 梁莎、劉興、朱珂       | 熊可、劉理菲           | 馬晨笛                 | 胡鵬、王婷、薛冰、彭琳 | 申琳                   |
| 第8話                  | 教化/温氏君臨              | 梁莎、劉興、朱珂       | 熊可、劉理菲           | 馬晨笛                 | 胡鵬、王婷、薛冰、彭琳 | 申琳                   |
| 第9話                  | 同舟/同舟の二人            | 梁莎、劉興、朱珂       | 熊可、劉理菲           | 馬晨笛                 | 胡鵬、王婷、薛冰、彭琳 | 申琳                   |
| 第10話                 | 禍起/双傑の約束            | 梁莎、劉興、朱珂       | 熊可、劉理菲           | 馬晨笛                 | 胡鵬、王婷、薛冰、彭琳 | 申琳                   |
| 第11話                 | 山傾/悲しき別れ            | 梁莎、劉興、朱珂       | 熊可、劉理菲           | 馬晨笛                 | 胡鵬、王婷、薛冰、彭琳 | 申琳                   |
| 第12話                 | 丹心/温家の姉弟            | 梁莎、劉興、朱珂       | 熊可、劉理菲           | 馬晨笛                 | 胡鵬、王婷、薛冰、彭琳 | 申琳                   |
| 第13話                 | 死地/死地へ                | 梁莎、劉興、朱珂       | 熊可、劉理菲           | 馬晨笛                 | 胡鵬、王婷、薛冰、彭琳 | 申琳                   |
| 第14話                 | 蔽日/闇に響く笛の音        | 梁莎、劉興、朱珂       | 熊可、劉理菲           | 馬晨笛                 | 胡鵬、王婷、薛冰、彭琳 | 申琳                   |
| 第15話                 | 静好/老祖誕生              | 梁莎、劉興、朱珂       | 熊可、劉理菲           | 馬晨笛                 | 胡鵬、王婷、薛冰、彭琳 | 申琳                   |
| 第2期 羨雲(せんうん)編 |                            |                        |                        |                        |                        |                        |
| 第1話                  | 携手/連携                  | 梁莎、劉興、朱珂       | 劉理菲、王旭瑞雯       | 馬晨笛                 | 王婷、彭琳、鄒荃冰     | 申琳                   |
| 第2話                  | 恩怨/呪いの印              | 梁莎、劉興、朱珂       | 劉理菲、王旭瑞雯       | 馬晨笛                 | 王婷、彭琳、鄒荃冰     | 申琳                   |
| 第3話                  | 迷網/人食い石堂            | 梁莎、劉興、朱珂       | 劉理菲、王旭瑞雯       | 馬晨笛                 | 王婷、彭琳、鄒荃冰     | 申琳                   |
| 第4話                  | 師叔/忘れ形見              | 梁莎、劉興、朱珂       | 劉理菲、王旭瑞雯       | 馬晨笛                 | 王婷、彭琳、鄒荃冰     | 申琳                   |
| 第5話                  | 桀驁/不退転の覚悟          | 梁莎、劉興、朱珂       | 劉理菲、王旭瑞雯       | 馬晨笛                 | 王婷、彭琳、鄒荃冰     | 申琳                   |
| 第6話                  | 是非/進むべき道            | 梁莎、劉興、朱珂       | 劉理菲、王旭瑞雯       | 馬晨笛                 | 王婷、彭琳、鄒荃冰     | 申琳                   |
| 第7話                  | 夜葬/不夜天の悲劇          | 梁莎、劉興、朱珂       | 劉理菲、王旭瑞雯       | 馬晨笛                 | 王婷、彭琳、鄒荃冰     | 申琳                   |
| 第8話                  | 真相/更なる謎              | 梁莎、劉興、朱珂       | 劉理菲、王旭瑞雯       | 馬晨笛                 | 王婷、彭琳、鄒荃冰     | 申琳                   |
| 第3期 完結編           |                            |                        |                        |                        |                        |                        |
| 第1話                  | 義城/霜花の印              |                        |                        |                        |                        |                        |
| 第2話                  | 霜華/操り主                |                        |                        |                        |                        |                        |
| 第3話                  | 大夢/はかなき夢            |                        |                        |                        |                        |                        |
| 第4話                  | 酔酒/酒に酔いて            |                        |                        |                        |                        |                        |
| 第5話                  | 故人/故人                  |                        |                        |                        |                        |                        |
| 第6話                  | 三尊/因縁の遡源            |                        |                        |                        |                        |                        |
| 第7話                  | 乱魄/乱魄                  |                        |                        |                        |                        |                        |
| 第8話                  | 命定/天が定めし者          |                        |                        |                        |                        |                        |
| 第9話                  | 昭彰/捧ぐ丹心              |                        |                        |                        |                        |                        |
| 第10話                 | 恨生/憎しみに生きて        |                        |                        |                        |                        |                        |
| 第11話                 | 蔵鋒/蔵鋒                  |                        |                        |                        |                        |                        |
| 第12話                 | 帰隠/忘羨                  |                        |                        |                        |                        |                        |

### Blu-ray
| 巻数   | 収録話         | 品番              | 発売日          |
| ------ | -------------- | ----------------- | --------------- |
| 前塵編 | 第1話 - 第15話 | ANZX-12871～12875 | 2021年04月021日 |
| 羨雲編 | 第1話 - 第8話  | ANZX-12876～12879 | 2021年06月23日  |

## 魔道祖師Q
スピンオフショートアニメ。登場人物がデフォルメされておりコメディ路線となっている。
2020年7月31日配信開始。全30話。

### 日本語版
2021年4月25日、WOWOWで日本語字幕版を毎週2話ずつ放送予定。
また、前塵編、羨雲編のBlu-rayBOX全巻購入特典で字幕版から選抜された全10話をBlu-rayに収録。

### スタッフ
- 原作 - 墨香銅臭
- 製作総指揮 - 韓志傑
- リードプロデューサー - 余媛媛
- 総監督 - 熊可
- 監督 - 劉理菲
- シリーズ構成・脚本 - 梁沙
- キャラクター原案・デザイン - 申琳
- 音楽 - 孫玉鏡
- 編集ディレクター - 陳容
- アニメーション制作 - 視美影業
- 「魔道祖師Q」©2020 Shenzhen Tencent Computer Systema Company Limited

#### 吹替版
日本版製作
- 企画 - 中野秀紀
- プロデューサー・監修 - 時墨悠希舞
- 翻訳 - 本多由枝
- 音響監督 - 麦島哲也
- 翻訳・台本制作 - 本多由枝
- 録音・調整 - 中西一仁
- 録音アシスタント - 渡邊愛莉沙
- 音響制作担当 - 米屋林太郎
- 音響制作 - HALF H・P STUDIO
- 配信・番販ライセンス - 水野加奈子
- 日本版製作・製作 - ソニー・ミュージックソリューションズ

### 主題歌
オープニングテーマ
作曲 - 翁騰
エンディングテーマ
「逍遥記」
作詞 - 孫玉鏡 / 作曲 - 翁騰 / 歌 - sis組合

### 各話リスト
| 話数   | サブタイトル 中国版/日本版                  | 脚本               | 絵コンテ | 総演出 | 作画監督                 | 総作画監督 |
| ------ | ------------------------------------------- | ------------------ | -------- | ------ | ------------------------ | ---------- |
| 第1話  | 紙条/虎の巻                                 | 梁莎 董雲鷺 袁皓月 | 劉理菲   | 馬晨笛 | 胡鵬、王婷、薛冰、郭雅雯 | 申琳       |
| 第2話  | 赶狗/犬と追いかけっこ                       | 梁莎 董雲鷺 袁皓月 | 劉理菲   | 馬晨笛 | 胡鵬、王婷、薛冰、郭雅雯 | 申琳       |
| 第3話  | 辣椒/恐怖の唐辛子                           | 梁莎 董雲鷺 袁皓月 | 劉理菲   | 馬晨笛 | 胡鵬、王婷、薛冰、郭雅雯 | 申琳       |
| 第4話  | 雲深不知処生存法則/雲深不知処で生き抜く法則 | 梁莎 董雲鷺 袁皓月 | 劉理菲   | 馬晨笛 | 胡鵬、王婷、薛冰、郭雅雯 | 申琳       |
| 第5話  | 安魂/安魂曲を試したら                       | 梁莎 董雲鷺 袁皓月 | 劉理菲   | 馬晨笛 | 胡鵬、王婷、薛冰、郭雅雯 | 申琳       |
| 第6話  | 学堂/学堂                                   | 梁莎 董雲鷺 袁皓月 | 劉理菲   | 馬晨笛 | 胡鵬、王婷、薛冰、郭雅雯 | 申琳       |
| 第7話  | 蟻窩/蟻の巣                                 | 梁莎 董雲鷺 袁皓月 | 劉理菲   | 馬晨笛 | 胡鵬、王婷、薛冰、郭雅雯 | 申琳       |
| 第8話  | 夏日長/夏の日                               | 梁莎 董雲鷺 袁皓月 | 劉理菲   | 馬晨笛 | 胡鵬、王婷、薛冰、郭雅雯 | 申琳       |
| 第9話  | 礼物/贈り物                                 | 梁莎 董雲鷺 袁皓月 | 劉理菲   | 馬晨笛 | 胡鵬、王婷、薛冰、郭雅雯 | 申琳       |
| 第10話 | 蒔花女/蒔花女（しかめ）                     | 梁莎 董雲鷺 袁皓月 | 劉理菲   | 馬晨笛 | 胡鵬、王婷、薛冰、郭雅雯 | 申琳       |
| 第11話 | 勧和/仲立ち                                 | 梁莎 董雲鷺 袁皓月 | 劉理菲   | 馬晨笛 | 胡鵬、王婷、薛冰、郭雅雯 | 申琳       |
| 第12話 | 比高/背比べ                                 | 梁莎 董雲鷺 袁皓月 | 劉理菲   | 馬晨笛 | 胡鵬、王婷、薛冰、郭雅雯 | 申琳       |
| 第13話 | 金光瑶艱難的一天/金光瑶の苦難の1日          | 梁莎 董雲鷺 袁皓月 | 劉理菲   | 馬晨笛 | 胡鵬、王婷、薛冰、郭雅雯 | 申琳       |
| 第14話 | 争寵/寵愛争い                               | 梁莎 董雲鷺 袁皓月 | 劉理菲   | 馬晨笛 | 胡鵬、王婷、薛冰、郭雅雯 | 申琳       |
| 第15話 | 夷陵老祖帯娃/夷陵老祖の子育て奮闘記         | 梁莎 董雲鷺 袁皓月 | 劉理菲   | 馬晨笛 | 胡鵬、王婷、薛冰、郭雅雯 | 申琳       |
| 第16話 | 温寧重生記/温寧の復活記録                   | 梁莎 董雲鷺 袁皓月 | 劉理菲   | 馬晨笛 | 胡鵬、王婷、薛冰、郭雅雯 | 申琳       |
| 第17話 | 藍忘機下多扶貧記/藍忘機 貧困扶助の旅        | 梁莎 董雲鷺 袁皓月 | 劉理菲   | 馬晨笛 | 胡鵬、王婷、薛冰、郭雅雯 | 申琳       |
| 第18話 | 種田/鬼道流 畑仕事                          | 梁莎 董雲鷺 袁皓月 | 劉理菲   | 馬晨笛 | 胡鵬、王婷、薛冰、郭雅雯 | 申琳       |
| 第19話 | 表白/告白                                   | 梁莎 董雲鷺 袁皓月 | 劉理菲   | 馬晨笛 | 胡鵬、王婷、薛冰、郭雅雯 | 申琳       |
| 第20話 | 酔酒/酒に酔いて                             | 梁莎 董雲鷺 袁皓月 | 劉理菲   | 馬晨笛 | 胡鵬、王婷、薛冰、郭雅雯 | 申琳       |
| 第21話 | 家教/一門のしつけ                           | 梁莎 董雲鷺 袁皓月 | 劉理菲   | 馬晨笛 | 胡鵬、王婷、薛冰、郭雅雯 | 申琳       |
| 第22話 | 外逃/逃亡                                   | 梁莎 董雲鷺 袁皓月 | 劉理菲   | 馬晨笛 | 胡鵬、王婷、薛冰、郭雅雯 | 申琳       |
| 第23話 | 鎮邪図/鎮邪図                               | 梁莎 董雲鷺 袁皓月 | 劉理菲   | 馬晨笛 | 胡鵬、王婷、薛冰、郭雅雯 | 申琳       |
| 第24話 | 夜狩/夜狩                                   | 梁莎 董雲鷺 袁皓月 | 劉理菲   | 馬晨笛 | 胡鵬、王婷、薛冰、郭雅雯 | 申琳       |
| 第25話 | 生病/看病                                   | 梁莎 董雲鷺 袁皓月 | 劉理菲   | 馬晨笛 | 胡鵬、王婷、薛冰、郭雅雯 | 申琳       |
| 第26話 | 相遇/正しい退治方法                         | 梁莎 董雲鷺 袁皓月 | 劉理菲   | 馬晨笛 | 胡鵬、王婷、薛冰、郭雅雯 | 申琳       |
| 第27話 | 夢中人/理想の夫人                           | 梁莎 董雲鷺 袁皓月 | 劉理菲   | 馬晨笛 | 胡鵬、王婷、薛冰、郭雅雯 | 申琳       |
| 第28話 | 端方/弟子の鑑                               | 梁莎 董雲鷺 袁皓月 | 劉理菲   | 馬晨笛 | 胡鵬、王婷、薛冰、郭雅雯 | 申琳       |
| 第29話 | 中元/中元節                                 | 梁莎 董雲鷺 袁皓月 | 劉理菲   | 馬晨笛 | 胡鵬、王婷、薛冰、郭雅雯 | 申琳       |
| 第30話 | 枇杷/ビワ                                   | 梁莎 董雲鷺 袁皓月 | 劉理菲   | 馬晨笛 | 胡鵬、王婷、薛冰、郭雅雯 | 申琳       |

## 漫画
中国の漫画配信アプリ、快看漫画にて2017年12月9日から連載中。キャラクターデザインはアニメ版に基づいている。日本での配信は未定。単行本は「赤笛雲琴記」に改題されて発行。

## 実写ドラマ
魔道祖師を原作としてテンセント・ピクチャーズによって制作された実写版。
2019年6月27日からテンセント・ビデオにて中国国内独占配信。
2020年3月19日からは日本語字幕版がWOWOWにて放送される。配給はソニー・ミュージックソリューションズ
2020年8月5日、9月5日、10月5日にBlu-ray BOX全3巻が発売。それと同時に日本語吹き替え版のトレーラーが公開される。
本編の一部を日本語に吹き替えた映像特典がBlu-rayBOXに付属。
2022年4月、WOWOWにて日本語吹き替え版が独占放送。

## ラジオドラマ
中国のネットラジオ、猫耳FMにて2018年6月1日より配信。声優はアニメ版とは異なる。
2020年1月24日から日本語吹き替え版がアプリMiMiで第1期前半全6話を配信。同年8月14日から後半を配信開始。日本語版のキャラクターイラストはGearousによる新規イラストが起用される。
2021年夏季に第2期配信予定。
第1期前半全6話までを纏めたドラマCDが2020年10月31日にフロンティアワークスから発売。
魔道祖師が公式で和訳されたのは今作が初となる。ナレーションは三木眞一郎、その他キャストは#登場人物を参照。

### スタッフ
- 企画、制作 - MiMi
- 脚本 - 六音
- 日本語監修 - 時田シャケ
- 音響監督 - 榎本覚

### キャスト
声優の表記は中国語版/日本語吹替版
登場人物の読み仮名は日本語読みとなる。
- 魏無羨（ぎ むせん） - 路知行（ルー・ジーシン）/鈴木達央
- 藍忘機（らん ぼうき） - 魏超（ウェイ・チャオ）/日野聡

- 江澄（こう ちょう） - 彭堯/緑川光
- 江厭離（こう えんり） - 喬詩語/竹達彩奈
- 虞紫鴛（ぐ しえん） - 張凱/田中敦子
- 江楓民（こうふうみん）張震/堀内賢雄
- 藍曦臣（らん ぎしん） - 王凱/森川智之
- 藍思追（らん しつい） - 銭文青/小林裕介
- 藍景儀（らん けいぎ） - 夏侯落楓/下野紘
- 藍啓仁（らん けいじん） - 宝木中陽/新垣樽助
- 金凌（きん りょう） - 李蘭陵/村瀬歩
- 金子軒（きん しけん） - 劉明月/高橋広樹
- 金光瑤（きん こうよう） - 姜広濤/石田彰
- 金光善（きん こうぜん） - 笑談/速水奨
- 温寧（おん ねい） - 藤新/保志総一朗
- 温情（おん じょう） - 山新/斎藤千和
- 聶懐桑（じょう かいそう） - 斉斯伽/松岡禎丞
- 聶明玦（じょう めいけつ） - 図特哈蒙/津田健次郎
- 薛洋（せつ よう） - 恵龍/近藤隆
- 暁星塵（ぎょう せいじん） - 陳浩/立花慎之介
- 宋嵐（そう らん） - 呉磊/三木眞一郎
- 菁（せい）ちゃん - 咩咩/下屋則子
- ナレーション - 図特哈蒙/山本兼平

## ゲーム
ネットイースが開発、運営のスマートフォン用ゲームアプリ。
現在開発中で配信時期は未定。実写ドラマ版と同名義だが俳優の肖像は使われておらず、キャラクターはイラストで再現され、音声は実写ドラマの吹替声優が担当している。BGMはドラマと同じ音楽を使用。
日本での配信は未定。

## 舞台
舞台『魔道祖師』邂逅編のタイトルで、2025年3月22日から3月30日までシアターH、2025年4月4日から4月6日まで京都劇場で上演予定。主演は金子隼也。

### キャスト
- 魏無羨 - 金子隼也
- 藍忘機 - 廣瀬智紀
- 江澄 - 和田琢磨
- 藍曦臣 - 小松準弥
- 金凌 - 田村升吾
- 藍思追 - 安藤夢叶[注釈 4]
- 藍景儀 - 土屋直武
- 聶懐桑 - 安井一真
- 金子軒 - 武子直輝
- 藍啓仁 - 村田充

### スタッフ
- 脚本・演出 - 伊勢直弘
- 音楽 - 坂部剛
- メインイラストレーター - Gearous
- 殺陣 - 六本木康弘
- 舞台監督 - 須田桃李
- 舞台美術 - 松生紘子

## 受賞歴
| 賞                             | カテゴリー           | ノミネート      |
| ------------------------------ | -------------------- | --------------- |
| 騰訊視頻星光盛典2018           | 年度人気国漫虚擬偶像 | 魏無羨          |
| 第二十届中国視頻榜             | 年度動漫             | 魔道祖師 羨雲篇 |
| ANISPARK 国産原創動画盛典      | 最佳動画師           | 魔道祖師        |
| 第15届中国動漫金龍奨           | 最佳系列動画奨       | 魔道祖師        |
| 第三届中国新文娯新消費年度峰会 | 年度動画作品         | 魔道祖師        |
| 中国网絡視頻学院奨             | 最佳网絡動画         | 魔道祖師        |